# 374131 Vitkauskas
374131 Vitkauskas este o planetă minoră (asteroid), cu un diametru de 3,167 km, din centura de asteroizi. A fost descoperită pe 12 octombrie 2004 la Molėtų astronomijos observatorija⁠(d) de . 
Obiectul prezintă o orbită caracterizată de o semiaxă mare de 2,7239497214167 UAi, o excentricitate de 0,24238211873423, o înclinație de 9,1407081305387 ° în raport cu ecliptica.